# یواس‌اس فلشر (اس‌اس-۲۴۹)
یواس‌اس فلشر (اس‌اس-۲۴۹) (به انگلیسی: USS Flasher (SS-249)) یک زیردریایی بود که طول آن ۳۱۱ فوت ۹ اینچ (۹۵٫۰۲ متر) بود. این زیردریایی در سال ۱۹۴۳ ساخته شد.